# Liste der Stolpersteine in Berlin-Biesdorf
Die Liste der Stolpersteine in Berlin-Biesdorf enthält die Stolpersteine im Berliner Ortsteil Biesdorf im Bezirk Marzahn-Hellersdorf, die an das Schicksal der Menschen erinnern, die im Nationalsozialismus ermordet, deportiert, vertrieben oder in den Suizid getrieben wurden. Die Spalten der Tabelle sind selbsterklärend. Die Tabelle erfasst insgesamt fünf Stolpersteine und ist teilweise sortierbar; die Grundsortierung erfolgt alphabetisch nach dem Familiennamen.
| Bild | Name                  | Adresse und Koordinate ()                | Adresse und Koordinate () | Verlegedatum  | Leben |
| ---- | --------------------- | ---------------------------------------- | ------------------------- | ------------- | --- |
|      | Jenny Cohn            | Otto-Nagel-Straße 19 (ehem. Königstraße) | 52.51897 13.5519          | 26. März 2010 | Jenny Cohn wurde am 29. Juni 1891 in Rogasen geboren. Sie war ledig und besaß die deutsche Staatsbürgerschaft. Aufgrund ihres jüdischen Glaubens wurde sie verfolgt. Weitere biografische Informationen können heute nicht mehr ermittelt werden. Sie starb am 25. November 1941 während der Deportation in das Ghetto Kauen. |
|      | Fanny Feibusch        | Otto-Nagel-Straße 38 (ehem. Königstraße) | 52.52313 13.55284         | 18. Juni 2003 | Fanny Feibusch, geborene Alkus, stammte ebenso wie ihr Mann Philipp Feibusch aus Rogasen, wo sie Anfang der 1920er Jahre heirateten. Kurze Zeit später zog die Familie nach Berlin-Biesdorf. Fanny Feibusch leitete ein kleines Eisenwarengeschäft. Im Januar 1923 wurde ihre einzige Tochter Margot Edith geboren. Nachdem die Familie im Juni 1938 von Nazis überfallen wurde, gaben die Feibuschs Wohnung und Geschäft in Biesdorf auf und wohnten fortan zur Untermiete bei einer jüdischen Familie in Moabit. Ende März 1939 konnte die Familie mit Hilfe amerikanischer Verwandter nach Großbritannien auswandern. Da sie mit einem Touristenvisum ausreisten, konnten sie nur 10 Mark pro Person mitnehmen und waren, auch da sie in Großbritannien keine Arbeitserlaubnis erhielten, auf die Hilfe ihrer Verwandten angewiesen. Einige Monate nach Beginn des Zweiten Weltkrieges wurden Fanny und Philipp Feibusch in Großbritannien als feindliche Ausländer auf der Isle of Man interniert, wo sie etwa ein Jahr verbrachten. Die Familie wanderte im Oktober 1948 in die USA aus und ließ sich in San Francisco nieder. Fanny Feibusch verstarb im Juli 1967. |
|      | Margot Edith Feibusch | Otto-Nagel-Straße 38 (ehem. Königstraße) | 52.52313 13.55284         | 18. Juni 2003 | Im Januar 1923 wurde Margot Edith als einzige Tochter von Philipp und Fanny Feibusch geboren. Nachdem die Familie im Juni 1938 von Nazis überfallen wurde, gaben die Feibuschs Wohnung und Geschäft in Biesdorf auf und wohnten fortan zur Untermiete bei einer jüdischen Familie in Moabit. Ende März 1939 konnte die Familie nach Großbritannien auswandern. Einige Monate nach Beginn des Zweiten Weltkrieges wurden ihre Eltern in Großbritannien als feindliche Ausländer auf der Isle of Man interniert, wo sie etwa ein Jahr verbrachten. Margot Edith durfte in London bleiben. Im Februar 1941 erhielt sie dort eine Arbeitserlaubnis und nahm eine Bürotätigkeit auf. Die Familie wanderte im Oktober 1948 in die USA aus und ließ sich in San Francisco nieder. Margot Edith heiratete 1955 und hieß seither Braun. Sie starb am 28. Juli 2017 in San Francisco, USA. |
|      | Philipp Feibusch      | Otto-Nagel-Straße 38 (ehem. Königstraße) | 52.52313 13.55284         | 18. Juni 2003 | Philipp Feibusch stammte ebenso wie seine Frau Fanny Feibusch aus Rogasen, wo sie Anfang der 1920er Jahre heirateten. Kurze Zeit später zog die Familie nach Berlin-Biesdorf. Philipp Feibusch gründete eine Rohrlegerei und Klempnerei. Im Januar 1923 wurde die Tochter Margot Edith geboren. Nachdem die Familie im Juni 1938 von Nazis überfallen wurde, gaben die Feibuschs Wohnung und Geschäft in Biesdorf auf und wohnten fortan zur Untermiete bei einer jüdischen Familie in Moabit. Ende März 1939 konnte die Familie mit Hilfe amerikanischer Verwandter nach Großbritannien auswandern. Da sie mit einem Touristenvisum ausreisten, konnten sie nur 10 Mark pro Person mitnehmen und waren, auch da sie in Großbritannien keine Arbeitserlaubnis erhielten, auf die Hilfe ihrer Verwandten angewiesen. Einige Monate nach Beginn des Zweiten Weltkrieges wurden Fanny und Philipp Feibusch in Großbritannien als feindliche Ausländer auf der Isle of Man interniert, wo sie etwa ein Jahr verbrachten. Die Familie wanderte im Oktober 1948 in die USA aus und ließ sich in San Francisco nieder. Philipp Feibusch starb im Oktober 1977.                   |
|      | Rudolf Ledetsch       | Gleiwitzer Straße 4                      | 52.49366 13.55563         | 25. Apr. 2014 | Rudolf Ledetsch wurde am 15. August 1880 in Dresden geboren. Sein Schicksal nach der Deportation 1943 ist unbekannt. |